# Stanisław Niklas
Stanisław Niklas (ur. 1 maja 1864 w Gawłuszowicach, zm. 11 września 1943 w Krakowie) – tytularny generał brygady Wojska Polskiego.

## Życiorys
Urodził się 1 maja 1864 w Gawłuszowicach, w ówczesnym powiecie mieleckim Królestwa Galicji i Lodomerii, w rodzinie Franciszka (1826–1889), dyrektora szkoły, i Teodozji (1836–1901).
W 1880, po ukończeniu pięciu klas gimnazjum, wstąpił do Szkoły Kadetów Piechoty w Łobzowie, a później został przeniesiony do Szkoły Kadetów Piechoty w Královo Pole niem. Karthaus (Königsfeld bei Brünn).
Jesienią 1894 rozpoczął zawodową służbę wojskową w cesarskiej i królewskiej Armii. Został wcielony do Węgierskiego Pułku Piechoty Nr 6, który wówczas stacjonował w Sarajewie. W 1886 został przeniesiony do cesarsko-królewskiej Obrony Krajowej i przydzielony do kadry instruktorskiej 56 Galicyjskiego Batalionu Piechoty Obrony Krajowej „Kolbuszów” w Kolbuszowej, a od 1887 w Rzeszowie. W 1889 został przeniesiony do 70 Batalionu Obrony Krajowej „Buczacz” w Stanisławowie. W 1894 został przeniesiony do rezerwy i przydzielony w rezerwie do 20 Pułku Piechoty Obrony Krajowej „Stanisławów” w Stanisławowie.
W latach 1912–1914 był urzędnikiem straży skarbowej zatrudnionym w c.k. Dyrekcji 6. Okręgu Skarbowego w Krakowie na stanowisku kierownika sekcji, w randze starszego komisarza I klasy. Równocześnie był członkiem Rady Nadzorczej Spółki kredytowej członków Towarzystwa wzajemnych ubezpieczeń w Krakowie.
W czasie służby awansował na kolejne stopnie: kadeta piechoty (starszeństwo z 1 września 1894), kadeta piechoty–zastępcy oficera (1885), podporucznika (1 maja 1888), porucznika (1 listopada 1891), kapitana 2. klasy rezerwy (1 listopada 1899), majora rezerwy (1 listopada 1913) i podpułkownika rezerwy (1 listopada 1915).
22 maja 1920 został zatwierdzony z dniem 1 kwietnia 1920 w stopniu pułkownika piechoty, w grupie oficerów byłej armii austriacko-węgierskiej. Pełnił wówczas służbę w Dowództwie Okręgu Generalnego Kraków. 3 maja 1922 został zweryfikowany w stopniu pułkownika ze starszeństwem z 1 czerwca 1919 i 3. lokatą w korpusie oficerów kontrolerów. 16 lipca 1922 w Katowicach był jednym z uczestników uroczystości, którzy podpisali akt objęcia Górnego Śląska przez Polskę.
Z dniem 31 października 1923 został przeniesiony w stan spoczynku, w stopniu tytularnego generała brygady. Na emeryturze mieszkał w Krakowie.
Zmarł 11 września 1943 w Krakowie. Został pochowany w grobie rodzinnym na cmentarzu Rakowickim (kwatera D-wsch.-10).

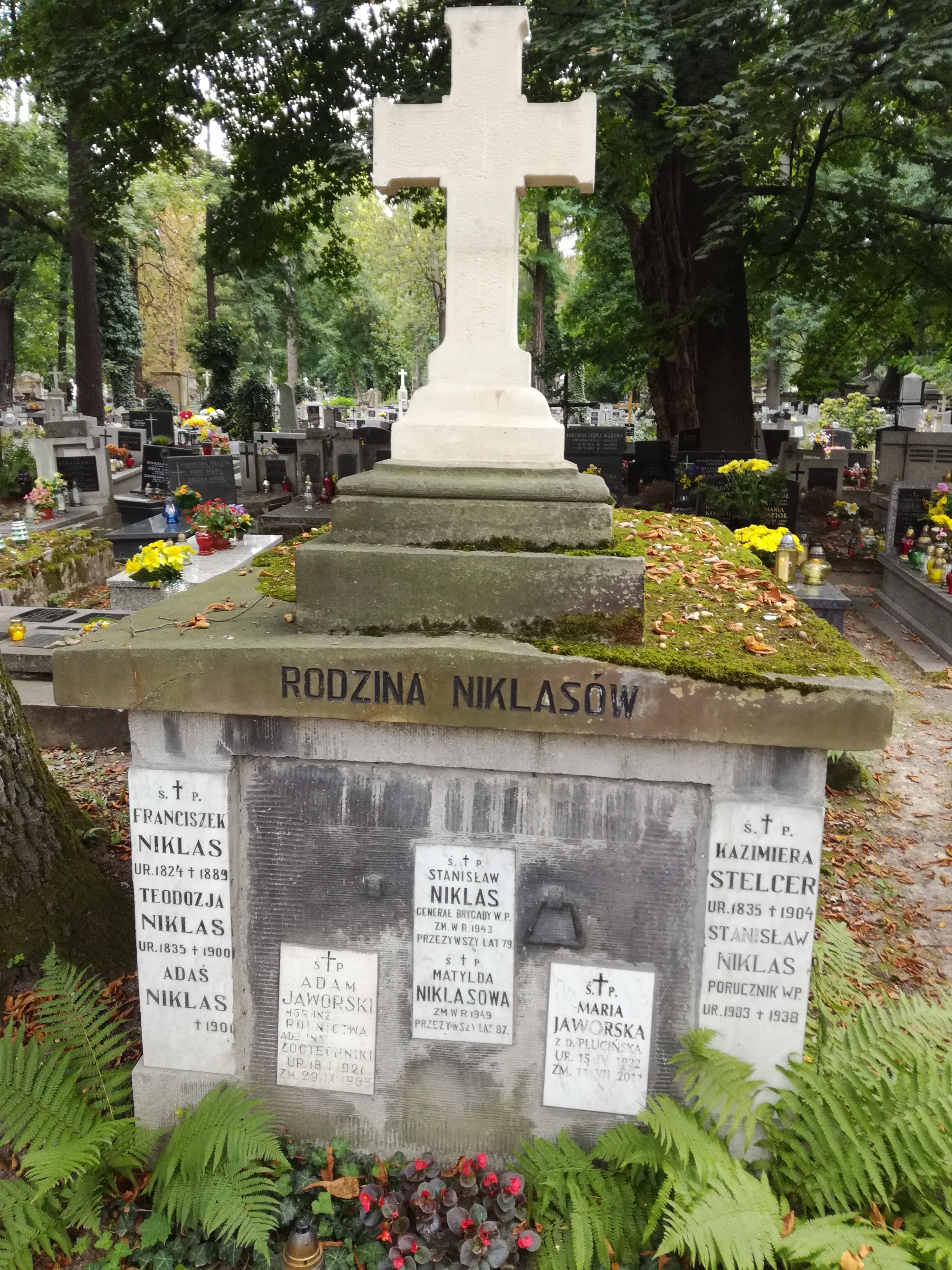
Grób gen. Stanisława Niklasa na cmentarzu Rakowickim

W latach 1919–1920 Stanisław Ignacy Witkiewicz sportretował Stanisława Niklasa i kilku członków jego rodziny, prawdopodobnie w rewanżu za gościnę w Krakowie.

## Ordery i odznaczenia
W czasie służby w c.k. Obronie Krajowej otrzymał:
- Krzyż Rycerski Orderu Franciszka Józefa z mieczami i dekoracją wojenną,
- Brązowy Medal Zasługi Wojskowej na wstążce Krzyża Zasługi Wojskowej,
- Złoty Krzyż Zasługi Cywilnej z Koroną[30].